# Uršulinski samostan i crkva Rođenja Isusovog
Uršulinski samostan i crkva Rođenja Isusovog u Varaždinu čine kompleks koji se sastoji od crkve, samostana i škole.
Uršulinska crkva Rođenja Isusova građena je od 1722. do 1729. Crkva je jednobrodna građevina, orijentirana svetištem prema zapadu, povezana sa samostanom. Kvalitetom se ističe glavno pročelje iza kojeg se izdiže vitki i elegantni zvonik. Pokretni crkveni inventar je iz razdoblja 18. i 19. st. Samostanski kompleks građen je u etapama, od 1715. do 1749., a na njegovu se dvokatnom pročelju, kao i u unutrašnjosti, može pratiti razvoj baroknog stila, od zrelog baroka prema rokokou. Crkvu i dio samostana gradio je Antun Remer, a uz južno krilo spominje se i graditelj Gotschany.
Crkvu krasi zvonik visok više od 40 metara, a na njenu pročelju nalaze se kipovi dvaju anđela, sv. Ivana Nepomuka te sv. Franje Ksaverskoga. U nišama se nalaze kip sv. Augustina te freska sv. Uršule. Desetak godina nakon posvete, nabavljena su tri zvona koja su bila oduzeta za vrijeme Prvog svjetskog rata. Nakon rata prvo zvono nabavila je 1921. m. Klaudija Boellein, a drugo i treće 1924. godine m. Margarita Blanquios.

## Zaštita
Pod oznakom Z-2268 zavedeno je kao nepokretno kulturno dobro - pojedinačno, pravna statusa zaštićena kulturnog dobra, klasificirano kao "sakralni kompleks".